# Николоз VIII (Багратиони)
Николоз VIII (Багратиони; груз. ნიკოლოზ VIII; ум. 1591) — Католикос-Патриарх Восточной Грузии в 1584—1589 годах, святой Грузинской Православной Церкви, день памяти — 18 февраля по старому стилю, 2 марта по новому стилю.

## Биография
Батонишвили Николоз Багратиони родился около 1510—1515 года. 
Он был сыном царя Кахетии, Левана. Николоз, с детства склонный к монашеской жизни, пошел в монастырь, чтобы стать монахом. В святом Николозе чудесным образом соединились сила и мудрость, свойственные царскому роду, монашеское послушание и величайшая добродетель доверия Богу. По промыслу Божьему он стал католикосом.
В летописи Картлис Цховреба встречается запись о Николозе,
«На год (1584 г.) скончался Бараташвили, католикос Николоз, и по повелению Божию сын царя Кахетии, Левана, был сделан католикосом, 28 февраля, сегодня, в субботу».Картлис цховреба
Святитель Николай переписывался с Патриархом Российским Иовом, святой католикос подарил собору Божией Матери Метехи Евангелие, написанное в 1049 году, украшенное красивым переплетом, написанное от руки на коже.
Митрополит Тимофей (Габашвили) в «Мимославе» рассказывает об Афонском монастыре Иверта и отмечает, что в трапезной находится икона святителя Николоза, католикоса. Тот же автор описывает трапезную, построенную князем Ашотаном Багратион-Мухранбатони, и добавляет:
«Там умер католикос Николоз, и я думаю, это Батонишвили (с грузинского - сын царя)»